# Maria Kalsakau
Maria Kalsakau est une femme politique vanuataise.

## Biographie
Fidjienne d'origine, sténographe de profession, elle rencontre Kalpokor Kalsakau lorsqu'elle est en vacances à Port-Vila au condominium des Nouvelles-Hébrides en 1977, et l'épouse. L'oncle de son époux, George Kalsakau, devient cette même année le premier Premier ministre des Nouvelles-Hébrides, et Kalpokor Kalsakau entre à l'Assemblée représentative des Nouvelles-Hébrides aux élections de 1979, avec l'étiquette du parti indépendantiste anglophone Vanua'aku Pati. Il devient ministre des Finances dans le gouvernement qui mène cette colonie franco-britannique à l'indépendance l'année suivante, tandis que Maria Kalsakau devient la directrice du secrétariat de l'Assemblée, qui devient le Parlement de Vanuatu avec l'indépendance du pays. En fait la seule secrétaire de l'Assemblée, elle prend en note comme sténographe ce qui se dit à l'Assemblée et crée seule le compte-rendu des débats parlementaires, futur Hansard. 
En 1987, les époux Kalsakau deviennent membres de l'Union des partis modérés, et sont parmi les rares anglophones dans ce parti traditionnellement francophone. Tandis que son époux quitte la vie politique au début des années 1990, Maria Kalsakau se présente comme candidate indépendante dans la circonscription de Port-Vila aux élections législatives de 1995. Elle est l'une des trois membres de la famille Kalsakau à se présenter à ces élections, et devance Éphraïm Kalsakau, cousin de son époux et candidat travailliste, à Port-Vila. Elle est toutefois loin d'être élue, terminant quinzième sur vingt candidats dans cette circonscription. En 1996, elle fonde le Parti libéral de Vanuatu, qui remporte un premier siège lors d'élections provinciales en octobre. Le parti présente huit candidats aux élections législatives de 1998. Aucun n'est élu, et Maria Kalsakau est à nouveau très largement battue à Port-Vila,,. 